# 陸亦群
陸 亦群（りく ゆうぐん、簡体字：陆 亦群、拼音：Lù Yìqún、1966年 - ）は、日本の経済学者。日本大学経済学部教授、日本大学通信教育部長・大学院総合社会情報研究科長。専門は国際経済学・開発経済学。学位は博士（経済学）。中華人民共和国上海市出身。

## 略歴
この節の出典
中華人民共和国上海市出身。上海外国語大学の付属中学校・高等学校卒業後、上海の大学で電子工学を学び、1990年に来日。
- 1996年：日本大学経済学部経済学科 卒業
- 1998年：日本大学大学院経済学研究科博士前期課程 修了
- 2001年：日本大学大学院経済学研究科博士後期課程 修了。「低開発国の経済開発への理論的実証的分析 : 中国経済の発展過程を踏まえて」で日本大学博士（経済学）。
- 2003年 - 2006年： 日本大学通信教育部 専任講師
- 2006年 - 2011年：日本大学通信教育部 准教授
- 2011年 - 2018年：日本大学通信教育部 教授
- 2012年 - 現在：日本大学大学院総合社会情報研究科 教授
- 2018年 - 現在：日本大学経済学部 教授
- 2025年 - 現在：日本大学通信教育部長・大学院総合社会情報研究科長

## 著書
- （加藤義喜・南雅一郎・陸亦群 著）『国際経済論』（2003年、日本大学通信教育部）
- （加藤義喜・辻忠博・陸亦群 著）『経済開発論』（2005年、日本大学通信教育部）
- （本多光雄・呉逸良・陸亦群・井尻直彦・辻忠博 共著）『産業集積と新しい国際分業 -グローバル化が進む中国経済の新たな分析視点-』（2007年、文眞堂）
- （山口正春・楠谷清 編）『経済学入門』（2015年、弘文堂）
- （陸亦群・前野高章・安田知絵・羽田翔 著）『現代開発経済入門』（2020年、文眞堂）
- （藤本訓利・陸亦群・前野高章 著）『ミクロ・マクロ経済理論入門』（2020年、文眞堂）
- （前野高章・陸亦群 著）『やさしく学べる経済学』（2022年、文眞堂）
- （井尻直彦・羽田翔・前野高章・陸亦群 著）『国際経済学入門』（2023年、文眞堂）